# مونیکا سوین
مونیکا سوین (فرانسوی: Monica Swinn‎؛ زادهٔ ۱۹ سپتامبر ۱۹۴۸) بازیگر اهل بلژیک است. وی از سال ۱۹۸۰ میلادی تاکنون مشغول فعالیت بوده‌است.
از فیلم‌ها یا برنامه‌های تلویزیونی که وی در آنها نقش داشته‌است می‌توان به نشاط‌آفرینان، درندگان نوتردام، سکس درخشان، دوک بورگوندی، زن خون‌آشام و زندان زنان اشاره کرد.